# Марков, Даниил Дмитриевич
Даниил Дмитриевич Марков (род. 21 апреля 2000) — российский пловец, заслуженный мастер спорта.

## Биография
Родился в 2000 году в Новосибирске. Воспитанник СДЮСШОР Новосибирска, тренер — Д. Ш. Лекомцева.
В 2015 году стал чемпионом России в плавании на короткой воде в комбинированной эстафете 4×50 м, а в смешанной эстафете 4×50 м вольным стилем завоевал серебряную медаль. В 2016 году завоевал серебряную медаль чемпионата России в плавании на короткой воде в смешанной эстафете 4×50 м вольным стилем и комбинированной эстафете 4×50 м, а на первенстве России среди юниоров собрал полный комплект наград. В 2017 году в чемпионате России в плавании на короткой воде стал бронзовым призёром в смешанной эстафете 4×50 м вольным стилем, комбинированной эстафете 4×50 м и в эстафете 4×100 м вольным стилем; в том же году на чемпионате России по плаванию он стал бронзовым призёром в смешанной эстафете 4×100 м вольным стилем, а в первенстве России среди юниоров опять собрал полный комплект наград. В 2018 году стал победителем первенства Европы среди юниоров в командной эстафете 4×100 метров вольным стилем, а также стал чемпионом летних юношеских Олимпийских игр.